# Sinoboletus meipengianus
Sinoboletus meipengianus är en svampart som beskrevs av M. Zang & D.Z. Zhang 2004. Sinoboletus meipengianus ingår i släktet Sinoboletus och familjen Boletaceae.   Inga underarter finns listade i Catalogue of Life.